# 碧朗乡
碧朗乡，是中华人民共和国湖南省怀化市新晃侗族自治县下辖的一个乡镇级行政单位。

## 行政区划
碧朗乡下辖以下地区：
稳溪村、比足村、约溪村、阿况村、古堆村、兴隆村、碧朗村、团结村、赶溪村、阿觅村和化溪村。